# Teleskop Habl
Za ostale upotrebe, pogledajte članak Habl
Svemirski teleskop Habl (engl. Hubble Space Telescope, HST) je projekat nastao saradnjom Nase i Evropske svemirske agencije. Ovaj teleskop je lansiran u nisku Zemljinu orbitu 1990. godine i ostaje u operaciji. On nije bio prvi svemirski teleskop, ali je jedan od najvećih i najsvestranijih. On je dobro poznat kao vitalni istraživački alat i kao astronomijska blagodat u pogledu odnosa sa javnošću. Teleskop Habl je nazvan po astronomu Edvinu Hablu i jedna je od velikih opservatorija agencije NASA, zajedno sa Komptoskom gama zračnom opservatorijom, Čandrovom rendgenskom opservatorijom i Spicerovim svemirskim teleskopom.
Teleskop se nalazi u orbiti oko Zemlje i snima veoma kvalitetne slike svemirskih tela i pojava, i prikuplja mnoštvo naučnih informacija. Habl poseduje ogledalo od 2,4 m (7,9 ft), i njegova četiri glavna instrumenta osmatraju u ultraljubičastom, vidljivom i bliskom infracrvenom području elektromagnetnog spektra. Hablova orbita izvan distorzije Zemljine atmosfere omogućava mu snimanje slika ekstremno visoke rezolucije sa znatno nižim pozadinskim svetlom u odnosu na zemaljske teleskope. Ovim teleskopom su snimljene neke od najdetaljnijih slika vidljivom svetlošću, omogućavajući dubok pogled u svemir. Mnoge Hablove opservacije su dovele do proboja u astrofizici, poput određivanja brzine širenja svemira. Habl je na mnoge načine izmenio ljudsko razmišljanje o svemiru – doneo je revoluciju u modernu astronomiju i to ne samo kao vrlo dobar instrument, već i kao stalan podsticaj novim istraživanjima.
Naučni institut za svemirski teleskop (engl. Space Telescope Science Institute - STScI) bira Hablove ciljeve i obrađuje rezultirajuće podatke, dok Godardov centar za svemirske letove kontroliše svemirsku letelicu. Svemirski teleskopi su bili predloženi već 1923. godine. Habl je finansiran tokom 1970-ih sa predloženim lansiranjem u 1983. godini, ali je projekat ispaštao usled tehničkih kašnjenja, budžetskih problema i katastrofe Čalendžera 1986. godine. Konačno ga je lansirao spejs-šatl Diskaveri 1990. godine, ali je njegovo glavno ogledalo bilo pogrešno postavljeno, što je rezultiralo sfernom aberacijom koja je ugrozila mogućnosti teleskopa. Optika je korigovana na njen dizajnirani kvalitet servisnom misijom iz 1993. godine.
Habl je jedini teleskop koji je dizajniran tako da ga astronauti mogu održavati u svemiru. Pet misija spejs-šatla je popravile, nadogradile i zamenile sisteme na teleskopu, uključujući svih pet glavnih instrumenata. Peta misija je bila otkazana iz bezbednosnih razloga nakon katastrofe Kolumbije (2003), ali je upravnik agencije NASA Majkl D. Grifin odobrio je petu misiju servisiranja koja je završena 2009. godine. Prema podacima iz 2020. godine teleskop je operativan, i očekuje se da će trajati bar do 2030–2040. Njegov naslednik je Svemirski teleskop Džejms Veb (engl. James Webb Space Telescope - JVST) koji bi trebalo da bude lansiran u martu 2021. godine.

## Položaj
Smešten je u niskoj Zemljinoj orbiti na 553 km visine uz pomoću svemirskog šatla Diskaveri. Zemlju obilazi pod nagibom od 28,5°,pri brzini od 27,300 km/h i napravi pun krug za prosečno 96 minuta. U proseku Zemlju obiđe 14-15 puta dnevno.

## Istorija
Slanje teleskopa u orbitu je bila zamišljeno puno pre lansiranja Hablovog teleskopa u svemir. Pa ipak nauka i tehnologija su napredovali toliko da su ljudi mogli poslati teleskop u orbitu. Gradnja je započeta 1977. godine a odlučeno je da se teleskop nazove po Edvinu Hablu. Teleskop je završen 1985, a nakon odlaganja zbog katastrofe Čelendžera 1986, teleskop je lansiran 1990. godine.
Uskoro, nakon prvih snimaka, bilo je jasno da s Hablom nešto nije u redu. Slike su bile mutne i nisu se mogle fokusirati. Sa sledećim letom šatla greška je popravljena - ogledalo je zamjenjeno novim. Zatim slike koje su usledile bile su bolje od svih do tada.
Usledile su još četiri servisne misije.

## Karakteristike
Hablov svemirski teleskop je postavljen u kružnu orbitu oko Zemlje na visini od 600 km. Srce teleskopa čini 2,4 metarsko ogledalo. Težak je oko 10 tona a veličine kao manji autobus. Energiju dobija iz solarnih ploča dimenzija 2.6 x 7.1 metara koje mu daju energiju potrebne za rad. Deo energije se akumulira u 6 nikl-vodikovih baterija koje mu daju energiju dok je u Zemljinoj senci.
Teleskop ima dve antene. Jednu za primanje naredbi sa Zemlje a drugu za slanje podataka na Zemlju.
Habl, naravno, ima sistem za ispravljanje položaja, i precizne žiroskope koji pomažu u vrlo preciznim merenjima.
Habl može pomoću 4 instrumenta snimati u rasponu od infracrvenog pa sve do ultraljubičastog dela spektra. Uz jednu kameru ima dva kombinovana uređaja spektrograf kombinovan s kamerom. Lako se može popraviti u svemiru, bez potrebe vraćanja na Zemlju. Sastoji se od puno odvojenih modula koji se mogu lako zameniti i odvojiti.

## Misije
1. Lansiranje-24. april 1990. godine
2. Postavljanje u orbitu-25. april 1990. godine
3. Prva fotografija-20. maj 1990. godine
4. Servisna misija 1(STS-61)-decembar 1993. godine
5. Servisna misija 2(STS-82)-februar 1997. godine
6. Servisna misija 3A(STS-103)-decembar 1999. godine
7. Servisna misija 3B(STS-109)-februar 2002. godine
8. Servisna misija 4(STS-125)-maj 2009. godine

## Literatura
- Strolger, Louis-Gregory; Rose, Susan, ур. (januar 2017). „Hubble Space Telescope Call for Proposals for Cycle 25” (PDF). Space Telescope Science Institute.
- Rose, Susan, ур. (decembar 2011). „Hubble Space Telescope Primer for Cycle 25” (PDF). Space Telescope Science Institute. Архивирано из оригинала (PDF) 2. 10. 2013. г. Приступљено 5. 10. 2014.
- Allen, Lew; Angel, Roger; Mangus, John D.; Rodney, George A.;  . (novembar 1990). The Hubble Space Telescope Optical Systems Failure Report. NASA. Bibcode:1990STIN.9112437. Проверите вредност параметра |bibcode= length (помоћ). NASA TM-103443. The definitive report on the error in the Hubble mirror.
- Dunar, Andrew J.; Waring, Stephen P. (1999). „The Hubble Space Telescope” (PDF). Power to Explore: History of Marshall Space Flight Center 1960–1990. NASA. ISBN 978-0-16-058992-8. Архивирано из оригинала (PDF) 12. 06. 2003. г. Приступљено 20. 12. 2018. Covers the development of the telescope.
- Logsdon, John M.; Snyder, Amy Paige; Launius, Roger D.; Garber, Stephen J.; Newport, Regan Anne, ур. (2001). Exploring the Unknown: Selected Documents in the History of the U.S. Civil Space Program. Volume V: Exploring the Cosmos (PDF). NASA History Series. NASA. ISBN 978-0-16-061774-4. NASA SP-2001-4407. Contains many of the primary documents such as Spitzer's 1946 article, the Wood's Hole report on STScI autonomy, and the ESA memorandum of understanding. Also includes other NASA astronomy programs.
- Spitzer, Lyman S. (mart 1979). „History of the Space Telescope”. Quarterly Journal of the Royal Astronomical Society. 20: 29—36. Bibcode:1979QJRAS..20.29S Проверите вредност параметра |bibcode= length (помоћ). Covers the early history of precursors and proposals.
- Tatarewicz, Joseph N. (1998). „The Hubble Space Telescope Servicing Mission”.  Ур.: Mack, Pamela E. From Engineering Science to Big Science. NASA History Series. NASA. ISBN 978-0-16-049640-0. NASA SP-1998-4219. A detailed account of the first servicing mission.
- Bahcall, John N.; Barish, Barry C.; Hewitt, Jacqueline N.; McKee, Christopher F.;  . (avgust 2003). „Report of the HST-JWST Transition Panel” (PDF). NASA.
- Pearce, Rohan (29. 3. 2012). „What went wrong with the Hubble Space Telescope (and what managers can learn from it)”. Techworld. Приступљено 30. 3. 2012.
- Zimmerman, Robert F. (2010). The Universe in a Mirror: The Saga of the Hubble Space Telescope and the Visionaries Who Built It. Princeton University Press. ISBN 978-0-691-14635-5.
- Baum, WA; Johnson, FS; Oberly, JJ; Rockwood, CC;  . (novembar 1946). „Solar Ultraviolet Spectrum to 88 Kilometers”. Phys. Rev. American Physical Society. 70 (9–10): 781—782. Bibcode:1946PhRv...70..781B. doi:10.1103/PhysRev.70.781.
- „The First Orbiting Solar Observatory”. heasarc.gsfc.nasa.gov. NASA Goddard Space Flight Center. 26. 6. 2003. Приступљено 25. 9. 2011.

## Spoljašnje veze
- Duboki svemir: Hablov nefiltriran svemir (Svemirski teleskop Habl - Zvanični kanal)
- Teleskop Habl: 15. godina otkrića - Dokumentarni film (HubbleESA - Zvanični jutjub kanal)
- Hubble Space Telescope at NASA.gov
- Hubblesite.org, a Hubble outreach site by STScI
- Spacetelescope.org Архивирано на веб-сајту  (21. фебруар 2011), a Hubble outreach site by ESA
- The Hubble Heritage Project by STScI
- Hubble archives by STScI
- Hubble archives by ESA
- Hubble archives by CADC
- Hubble current position by N2YO.com
- Patrick McCray 2015-04-24 Observing the Astronomical Sublime